# Oglasa cornuta
Oglasa cornuta är en fjärilsart som beskrevs av George Francis Hampson 1902. Oglasa cornuta ingår i släktet Oglasa och familjen nattflyn. Inga underarter finns listade i Catalogue of Life.